# Jann
Jann, właśc. Jan Rozmanowski (ur. 12 lutego 1999 w Lublinie) – polski piosenkarz i autor tekstów.

## Życiorys
Urodził się w Lublinie, a dorastał w Garwolinie. Jest synem Edyty i Jacka Rozmanowskich. Jest czwartym z ośmiorga rodzeństwa, ma dwie starsze siostry (Antoninę i Amelię), starszego brata (Macieja) oraz dwóch młodszych braci (Franciszka i Maksymiliana) oraz młodsze siostry (Zuzannę i Lenę). W 2013 rodzina wzięła udział w pierwszej edycji programu Polsatu Nasz nowy dom.
Jako dziecko występował w Teatrze Muzycznym „Od Czapy” w Garwolinie. W wieku 12 lat śpiewał w Operze Narodowej, m.in. w spektaklu Król Roger. Przez trzy lata uczęszczał do Szkoły Muzycznej w Garwolinie, której nie ukończył, gdyż w wieku 16 lat przeprowadził się z rodzicami do Lurgan w Irlandii Północnej, gdzie kontynuował naukę w Flynn Performing Arts School. W latach 2018–2021 studiował wokal na londyńskiej uczelni BIMM. Następnie zamieszkał w Warszawie.

## Kariera
5 listopada 2020 wydał debiutancki singiel „Do You Wanna Come Over?”. W 2022 wydał minialbum pt. Power oraz wystąpił na Off Festivalu i festiwalu Great September. Koncertował również w Budapeszcie (podczas BUSH2022) i w Bratysławie. Występował jako support podczas trasy koncertowej Ralpha Kaminskiego. 26 lutego 2023 z utworem „Gladiator” zajął drugie miejsce w finale programu Tu bije serce Europy! Wybieramy hit na Eurowizję!. Jako że był głównym faworytem do wygrania konkursu, jego przegrana w programie była szeroko komentowana w ogólnopolskich mediach. Po finale eurowizyjnych eliminacji zagrał koncert w ramach Melfest WKND 2023 w Sztokholmie oraz odbył trasę koncertową po Polsce. W maju 2023 wystąpił podczas Polsat SuperHit Festiwal 2023 w Sopocie, a w czerwcu na Orange Warsaw Festival 2023 w duecie z Jaredem Leto i członkami zespołu Thirty Seconds to Mars. 21 września 2023 wydał singiel „The Letter". 4 listopada rozpoczął trasę koncertową „Jann Tour”, a w lutym 2024 wyruszył w międzynarodową trasę. Zagrał też jako support Madison Beer po jej trasie w Europie. 

## Dyskografia

### Albumy
| Rok  | Dane dot. albumu | Pozycja na liście |
| Rok  | Dane dot. albumu | POL               |
| ---- | --- | ----------------- |
| 2024 | I store my fear and my pain in the nape of my neck - Wydany: 11 października 2024 - Wytwórnia: Fonobo - Format: CD, digital download, streaming, winyl | 9                 |

### Minialbumy
| Rok  | Dane dot. minialbumu                                                                        |
| ---- | ------------------------------------------------------------------------------------------- |
| 2022 | Power - Wydany: 25 marca 2022 - Wytwórnia: Fonobo - Format: CD, digital download, streaming |
| 2025 | Made - Wydany: 13 czerwca 2025 - Wytwórnia: Fonobo - Format: digital download, streaming    |

### Single
| Rok                                                      | Tytuł                           | Najwyższe pozycje na listach | Najwyższe pozycje na listach | Najwyższe pozycje na listach | Najwyższe pozycje na listach | Najwyższe pozycje na listach | Najwyższe pozycje na listach | Najwyższe pozycje na listach | Najwyższe pozycje na listach | Najwyższe pozycje na listach | Najwyższe pozycje na listach | Najwyższe pozycje na listach | Najwyższe pozycje na listach | Najwyższe pozycje na listach | Najwyższe pozycje na listach | Najwyższe pozycje na listach | Najwyższe pozycje na listach | Najwyższe pozycje na listach | Najwyższe pozycje na listach | Najwyższe pozycje na listach | Najwyższe pozycje na listach | Najwyższe pozycje na listach | Najwyższe pozycje na listach | Najwyższe pozycje na listach | Najwyższe pozycje na listach | Najwyższe pozycje na listach | Najwyższe pozycje na listach | Najwyższe pozycje na listach | Certyfikat              | Sprzedaż        | Album lub minialbum                                |
| Rok                                                      | Tytuł                           | POL                          | POL                          | LTU                          | POL                          | POL                          | CZE                          | BLR                          | FIN                          | NLD                          | SWE                          | SWI                          | ITA                          | ROS                          | UZB                          | POL                          | LTU                          | UKR                          | POL                          | AUT                          | BLR                          | EST                          | FIN                          | LTU                          | GER                          | ROM                          | UKR                          | UK                           | Certyfikat              | Sprzedaż        | Album lub minialbum                                |
| Rok                                                      | Tytuł                           | Streaming                    | Billboard                    | LTU                          | Apple Music                  | iTunes                       | iTunes                       | iTunes                       | iTunes                       | iTunes                       | iTunes                       | iTunes                       | iTunes                       | iTunes                       | iTunes                       | Spotify                      | Spotify                      | Spotify                      | Spotify Viral                | Spotify Viral                | Spotify Viral                | Spotify Viral                | Spotify Viral                | Spotify Viral                | Spotify Viral                | Spotify Viral                | Spotify Viral                | Spotify Viral                | Certyfikat              | Sprzedaż        | Album lub minialbum                                |
| -------------------------------------------------------- | ------------------------------- | ---------------------------- | ---------------------------- | ---------------------------- | ---------------------------- | ---------------------------- | ---------------------------- | ---------------------------- | ---------------------------- | ---------------------------- | ---------------------------- | ---------------------------- | ---------------------------- | ---------------------------- | ---------------------------- | ---------------------------- | ---------------------------- | ---------------------------- | ---------------------------- | ---------------------------- | ---------------------------- | ---------------------------- | ---------------------------- | ---------------------------- | ---------------------------- | ---------------------------- | ---------------------------- | ---------------------------- | ----------------------- | --------------- | -------------------------------------------------- |
| 2020                                                     | „Do You Wanna Come Over?”       | –                            | –                            | –                            | –                            | –                            | –                            | –                            | –                            | –                            | –                            | –                            | –                            | –                            | –                            | –                            | –                            | –                            | –                            | –                            | –                            | –                            | –                            | –                            | –                            | –                            | –                            | –                            | –                       | –               | –                                                  |
| 2021                                                     | „One Missed Call”               | –                            | –                            | –                            | –                            | 63                           | –                            | –                            | –                            | –                            | –                            | –                            | –                            | –                            | –                            | –                            | –                            | –                            | 34                           | –                            | –                            | –                            | –                            | –                            | –                            | –                            | –                            | –                            | –                       | –               | –                                                  |
| 2021                                                     | „Body Temperature”              | –                            | –                            | –                            | –                            | 23                           | –                            | –                            | –                            | –                            | –                            | –                            | –                            | –                            | –                            | –                            | –                            | –                            | –                            | –                            | –                            | –                            | –                            | –                            | –                            | –                            | –                            | –                            | –                       | –               | –                                                  |
| 2022                                                     | „Smile”                         | –                            | –                            | –                            | –                            | –                            | –                            | –                            | –                            | –                            | –                            | –                            | –                            | –                            | –                            | –                            | –                            | –                            | 35                           | –                            | –                            | –                            | –                            | –                            | –                            | –                            | –                            | –                            | –                       | –               | –                                                  |
| 2022                                                     | „Promise”                       | –                            | –                            | –                            | –                            | –                            | –                            | –                            | –                            | –                            | –                            | –                            | –                            | –                            | –                            | –                            | –                            | –                            | 38                           | –                            | –                            | –                            | –                            | –                            | –                            | 92                           | –                            | –                            | –                       | –               | Power                                              |
| 2022                                                     | „Gladiator”                     | 2                            | 2                            | 13                           | 2                            | 2                            | –                            | 5                            | 6                            | –                            | –                            | –                            | –                            | –                            | –                            | 1                            | 9                            | 3                            | 1                            | 2                            | 1                            | 3                            | 8                            | 2                            | 6                            | 2                            | 1                            | 10                           | - POL: diamentowa płyta | - POL: 250 000+ | –                                                  |
| 2023                                                     | „Need a break”                  | –                            | –                            | –                            | 48                           | 53                           | –                            | –                            | 12                           | –                            | –                            | –                            | –                            | –                            | 5                            | 87                           | –                            | –                            | 92                           | –                            | –                            | –                            | –                            | –                            | –                            | –                            | –                            | –                            | –                       | –               | –                                                  |
| 2023                                                     | „The Letter”                    | –                            | –                            | –                            | –                            | 11                           | 9                            | –                            | –                            | –                            | –                            | –                            | –                            | –                            | –                            | –                            | –                            | –                            | –                            | –                            | –                            | –                            | –                            | –                            | –                            | –                            | –                            | –                            | –                       | –               | I store my fear and my pain in the nape of my neck |
| 2023                                                     | „Charisma”                      | –                            | –                            | –                            | –                            | 82                           | –                            | –                            | –                            | –                            | –                            | –                            | –                            | –                            | –                            | –                            | –                            | –                            | –                            | –                            | –                            | –                            | –                            | –                            | –                            | –                            | –                            | –                            | –                       | –               | –                                                  |
| 2024                                                     | „List” (oraz Brodka i Urbanski) | –                            | –                            | –                            | 186                          | 6                            | –                            | –                            | –                            | –                            | –                            | –                            | –                            | –                            | –                            | 27                           | –                            | –                            | –                            | –                            | –                            | –                            | –                            | –                            | –                            | –                            | –                            | –                            | –                       | –               | Rojst Millenium (ścieżka dźwiękowa)                |
| 2024                                                     | „what do you want from me?”     | –                            | –                            | –                            | –                            | 7                            | –                            | –                            | –                            | –                            | –                            | –                            | –                            | –                            | –                            | –                            | –                            | –                            | –                            | –                            | –                            | –                            | –                            | –                            | –                            | –                            | –                            | –                            | –                       | –               | I store my fear and my pain in the nape of my neck |
| 2024                                                     | „Arachnophobia”                 | –                            | –                            | –                            | –                            | –                            | –                            | –                            | –                            | –                            | –                            | –                            | –                            | –                            | –                            | –                            | –                            | –                            | –                            | –                            | –                            | –                            | –                            | –                            | –                            | –                            | –                            | –                            | –                       | –               | I store my fear and my pain in the nape of my neck |
| 2025                                                     | „Listen to me”                  | –                            | –                            | –                            | –                            | –                            | –                            | –                            | –                            | –                            | –                            | –                            | –                            | –                            | –                            | –                            | –                            | –                            | –                            | –                            | –                            | –                            | –                            | –                            | –                            | –                            | –                            | –                            | –                       | –               | Made                                               |
| 2025                                                     | „Dywco - DEMO 2019”             | –                            | –                            | –                            | –                            | –                            | –                            | –                            | –                            | –                            | –                            | –                            | –                            | –                            | –                            | –                            | –                            | –                            | –                            | –                            | –                            | –                            | –                            | –                            | –                            | –                            | –                            | –                            | –                       | –               | Made                                               |
| 2025                                                     | „where is that boi”             | –                            | –                            | –                            | –                            | –                            | –                            | –                            | –                            | –                            | –                            | –                            | –                            | –                            | –                            | –                            | –                            | –                            | –                            | –                            | –                            | –                            | –                            | –                            | –                            | –                            | –                            | –                            | –                       | –               | Made                                               |
| 2025                                                     | "haunted house”                 | –                            | –                            | –                            | –                            | –                            | –                            | –                            | –                            | –                            | –                            | –                            | –                            | –                            | –                            | –                            | –                            | –                            | –                            | –                            | –                            | –                            | –                            | –                            | –                            | –                            | –                            | –                            | –                       | –               | Made                                               |
| 2025                                                     | „burns”                         | –                            | –                            | –                            | –                            | –                            | –                            | –                            | –                            | –                            | –                            | –                            | –                            | –                            | –                            | –                            | –                            | –                            | –                            | –                            | –                            | –                            | –                            | –                            | –                            | –                            | –                            | –                            | –                       | –               | Made                                               |
| „–” oznacza, że singel nie był notowany na danej liście. |                                 |                              |                              |                              |                              |                              |                              |                              |                              |                              |                              |                              |                              |                              |                              |                              |                              |                              |                              |                              |                              |                              |                              |                              |                              |                              |                              |                              |                         |                 |                                                    |

### Inne notowane utwory
| Rok                                                     | Tytuł                   | Najwyższe pozycje na listach | Najwyższe pozycje na listach | Najwyższe pozycje na listach | Najwyższe pozycje na listach | Najwyższe pozycje na listach | Najwyższe pozycje na listach | Najwyższe pozycje na listach | Najwyższe pozycje na listach | Najwyższe pozycje na listach | Najwyższe pozycje na listach | Najwyższe pozycje na listach | Najwyższe pozycje na listach | Najwyższe pozycje na listach | Najwyższe pozycje na listach | Najwyższe pozycje na listach | Najwyższe pozycje na listach | Najwyższe pozycje na listach | Najwyższe pozycje na listach | Certyfikat         | Sprzedaż       | Album lub minialbum |
| Rok                                                     | Tytuł                   | POL                          | CZE                          | LUX                          | ROM                          | SWI                          | UKR                          | HUN                          | LTU                          | POL                          | CZE                          | BLR                          | EST                          | GRE                          | LTU                          | LAT                          | ROM                          | SVK                          | UKR                          | Certyfikat         | Sprzedaż       | Album lub minialbum |
| Rok                                                     | Tytuł                   | iTunes                       | iTunes                       | iTunes                       | iTunes                       | iTunes                       | iTunes                       | iTunes                       | Spotify                      | Spotify Viral                | Spotify Viral                | Spotify Viral                | Spotify Viral                | Spotify Viral                | Spotify Viral                | Spotify Viral                | Spotify Viral                | Spotify Viral                | Spotify Viral                | Certyfikat         | Sprzedaż       | Album lub minialbum |
| ------------------------------------------------------- | ----------------------- | ---------------------------- | ---------------------------- | ---------------------------- | ---------------------------- | ---------------------------- | ---------------------------- | ---------------------------- | ---------------------------- | ---------------------------- | ---------------------------- | ---------------------------- | ---------------------------- | ---------------------------- | ---------------------------- | ---------------------------- | ---------------------------- | ---------------------------- | ---------------------------- | ------------------ | -------------- | ------------------- |
| 2022                                                    | „Lookatme”              | 39                           | 54                           | 21                           | –                            | –                            | 54                           | 49                           | 67                           | 12                           | 27                           | 14                           | 45                           | 38                           | 10                           | 37                           | 8                            | 48                           | 8                            | - POL: złota płyta | - POL: 25 000+ | Power               |
| 2022                                                    | „Met the God”           | 30                           | –                            | –                            | 6                            | –                            | 53                           | –                            | –                            | 23                           | –                            | –                            | –                            | –                            | 34                           | –                            | 40                           | –                            | –                            |                    |                | Power               |
| 2022                                                    | „Emperor’s New Clothes” | 16                           | –                            | –                            | –                            | –                            | 52                           | –                            | –                            | 35                           | –                            | –                            | –                            | –                            | –                            | –                            | 59                           | –                            | 49                           |                    |                | Power               |
| 2022                                                    | „Eren”                  | –                            | –                            | –                            | –                            | –                            | –                            | –                            | –                            | 78                           | –                            | –                            | –                            | –                            | –                            | –                            | –                            | –                            | –                            |                    |                | Power               |
| „–” oznacza, że utwór nie był notowany na danej liście. |                         |                              |                              |                              |                              |                              |                              |                              |                              |                              |                              |                              |                              |                              |                              |                              |                              |                              |                              |                    |                |                     |

### Utwory dla innych artystów
| Rok  | Wykonawca | Album | Utwór          | Uwagi                                  | Źródło |
| ---- | --------- | ----- | -------------- | -------------------------------------- | ------ |
| 2023 | Daymond   | –     | „Save My Mind” | słowa i muzyka (z Damianem Brodnickim) | [ 44 ] |

### Trasy koncertowe
- 2023: Gladiator Tour
- 2023: Jann Tour Fall (support- KIWI)[45]
- 2024: Jann International Tour[25][46]
- 2024: The Spinnin Tour (jako support trasy Madison Beer)[47]
- 2024: Fall Tour